# Parroquia Ramón Ignacio Méndez
Ramón Ignacio Méndez es una parroquia civil ubicada en el Sur de Barinas. Limita al Norte con Corazón de Jesús y El Carmen, y al Sur con Alto Barinas y Torunos. Con 117 392 habitantes, es la parroquia más poblada del municipio.

## Avenidas
La avenida 23 de enero es la zona hotelera, recreativa y residencial de alta densidad, destacando el parque La Federación, el Parque Ferial, el museo Los Llanos y la manga de coleo municipal. Las avenidas Agustín Codazzi y Agustín Figueredo es la zona de estaciones de servicio, destacando el hospital Materno Infantil, el parque Jimmy Flores, y el paseo Bolívar y Martí. La avenida Adonay Parra da acceso al paseo Independencia, el aeropuerto nacional Luisa Cáceres de Arismendi y la universidad Agustín Codazzi.

## Demografía
Para 2001, el 48,53 % de la población de la parroquia Méndez es masculina. Con una edad media de 21,66, 51,93 % tiene menos de veinte años, el 33,69 % tiene de 20 a 39 años, el 11,97 % tiene de 40 a 59 años, el 2,05 % tiene de 60 a 79 años, y el 0,34 % tiene más de ochenta años. Con una tasa de analfabetismo de 13,03 %, el 52,25 % no estudia, el 0,11 % tiene educación especial, el 4,59 % tiene educación preescolar, el 56,60 % tiene educación primaria, el 12,91 % tiene educación media, el 0,64 % tiene educación técnica media, el 2,09 % tiene educación técnica superior, y el 4,30 % tiene educación universitaria. Entre quienes estudian, el 6,64 % lo hace en instituciones privadas. Con una tasa de desempleo de 44,98 %, el 3,93 % es cesante, el 1,07 % busca trabajo por primera vez, el 22,42 % es amo de casa, el 11,58 % estudia y no trabaja, el 0,53 % está jubilado o pensionado, y el 0,98 % está incapacitado para trabajar.
| Poblado                         | Población (2001) |
| ------------------------------- | ---------------- |
| Zona urbana                     | 69 645 (99,68 %) |
| Caroní Alto-Punta Gorda Abajo I | 126              |
| Punta Gorda I                   | 101              |
| Fuente: INE                     |                  |

| Evolución demográfica |
|                       |
| Fuentes: INE, CNE     |

| Pirámide de población 2001 |         |       |         |      |
| %                          | Hombres | Edad  | Mujeres | %    |
| 0,09                       |         | 85+   |         | 0,09 |
| 0,07                       |         | 80-84 |         | 0,09 |
| 0,13                       |         | 75-79 |         | 0,18 |
| 0,23                       |         | 70-74 |         | 0,21 |
| 0,28                       |         | 65-69 |         | 0,26 |
| 0,40                       |         | 60-64 |         | 0,36 |
| 0,58                       |         | 55-59 |         | 0,49 |
| 1,12                       |         | 50-54 |         | 0,79 |
| 1,81                       |         | 45-49 |         | 1,55 |
| 2,80                       |         | 40-44 |         | 2,83 |
| 3,60                       |         | 35-39 |         | 4,15 |
| 4,03                       |         | 30-34 |         | 4,88 |
| 3,68                       |         | 25-29 |         | 5,01 |
| 3,71                       |         | 20-24 |         | 4,63 |
| 4,44                       |         | 15-19 |         | 5,05 |
| 6,50                       |         | 10-14 |         | 6,66 |
| 7,98                       |         | 5-9   |         | 7,71 |
| 7,07                       |         | 0-4   |         | 6,52 |